# Hein Driessen
Hein Driessen (Emmerik, 2 oktober 1932 – aldaar, 25 juli 2025) was een Duitse kunstenaar die werkte als tekenaar, kunstschilder en beeldhouwer. 

## Leven en werk
Hein Driessen volgde een particuliere hogeschool voor beeldende kunst in Essen en de Werkkunstschule in Düsseldorf. In 1955 ontving hij de Bundesprijs van de Duitse Werkkunstschulen. In de jaren daarna maakte hij werken voor de openbare ruimte in het Nederrijngebied. Met zijn mozaïeken, sculpturen en keramische werken liet hij sporen na in onder meer zijn geboortestad, en in Krefeld, Neuss, Wesel en Xanten.
Later zou hij zich meer en meer toe leggen op de landschapsschilderkunst.
Driessen had sinds de jaren 80 een tweede atelier met galerie in het plaatsje Cala Figuera in Mallorca, Atelier Sirena. Zijn atelier in Emmerik was toen gevestigd in het monumentale huis De wette Telder. Beide galeries beheerde hij samen met zijn vrouw Ute Driessen tot oktober 2012. Waarna ze een galerie met kunsthal openden aan de Rheinpromenade in Emmerik.
In 1996 reisde hij in opdracht van het Bondsministerie van Defensie met het zeilend opleidingsschip Gorch Fock om foto's, aquarellen en tekeningen te maken. Het werk van Driessen kreeg ook ruimere bekendheid door zijn illustraties en vormgeving van verschillende boeken van de Duitse schrijver, dichter en conferencier Hanns Dieter Hüsch. In 1999 werd Driessen geëerd voor zijn verdiensten met betrekking tot regionale dialecten en gebruiken.
Driessen's werk is te zien in zijn galerie aan de Rheinpromenade in Emmerik. Op de boulevard voor deze galerie staat een bronzen beeld van een knotwilg bekend als de Hanns-Dieter-Hüsch-Weide. Zijn werk was tientallen jaren te zien als semi-permanente installatie in de etalages en vitrines van het treinstation van Emmerik. Hij maakte door de jaren verschillende werken voor de openbare ruimte in deze plaats. Aan de gevel van het Rheinmuseum aldaar hangt een staalplastiek van zijn hand. Voor de St. Aldegundiskerk maakte hij in 1955 een Piëta-reliëf. Ook ontwierp hij in 1983 de vlag van Emmerik en de burgemeestersketting. Dit was in het kader van het 750-jarig jubileum van de plaats.
Zijn teken- en schilderwerk toont voornamelijk landschappen en taferelen uit het landelijke leven van zowel de Nederrijnregio als Mallorca. Hij schilderde graag in waterverf en maakte ook portretten, grafiek en enkele boeken.
Driessen overleed op 25 juli 2025 op 92-jarige leeftijd.

## Werken
- 1999 ontwerp Nederrijnse schilderstuin, Landesgartenschau Oberhausen

## Onderscheidingen
- 1998 Ordedrager voor verdiensten voor 'Brauchtum und Mundart am Niederrhein'

## Afbeeldingen

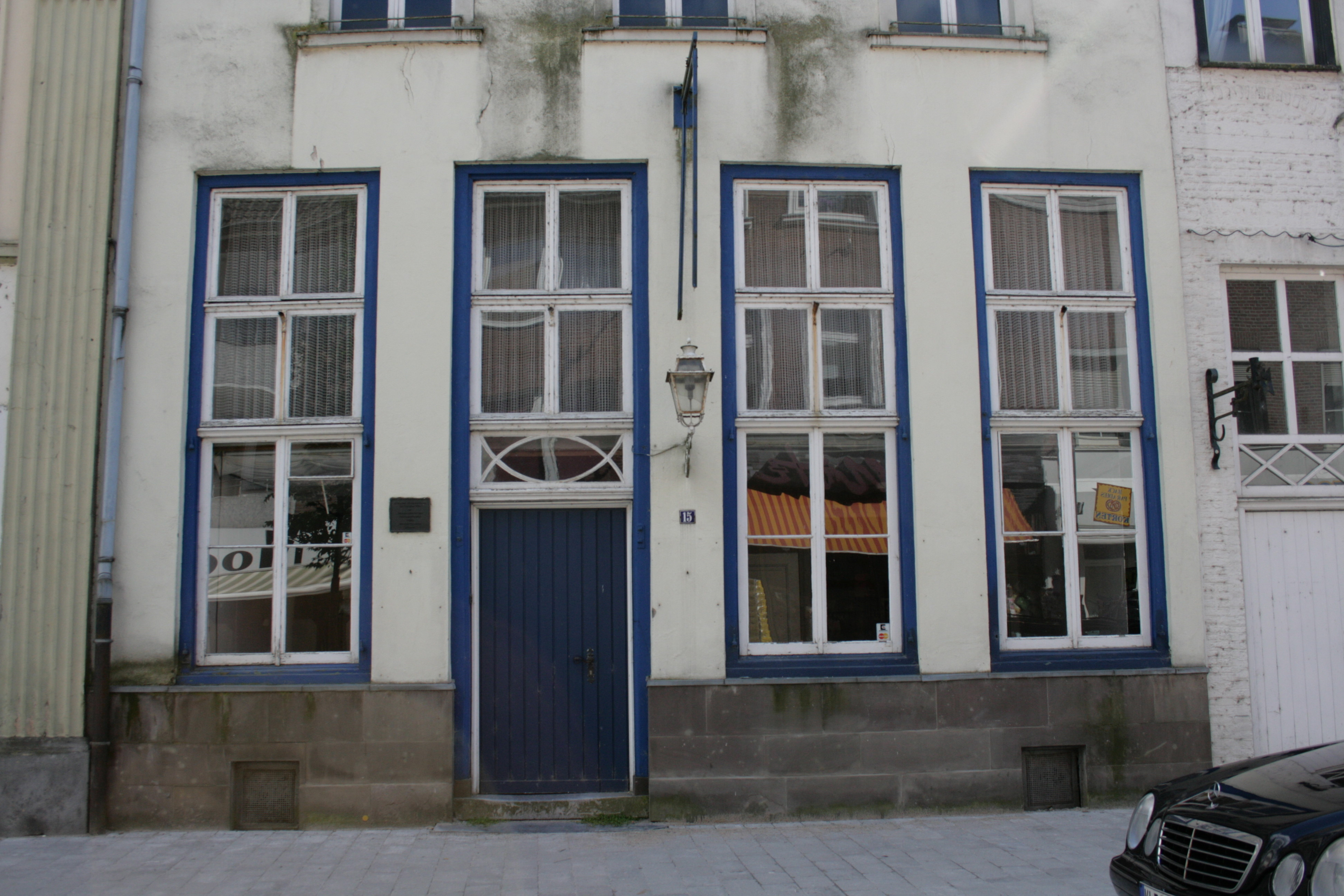
Voormalig atelier 'De wette Telder' in de Steinstrasse
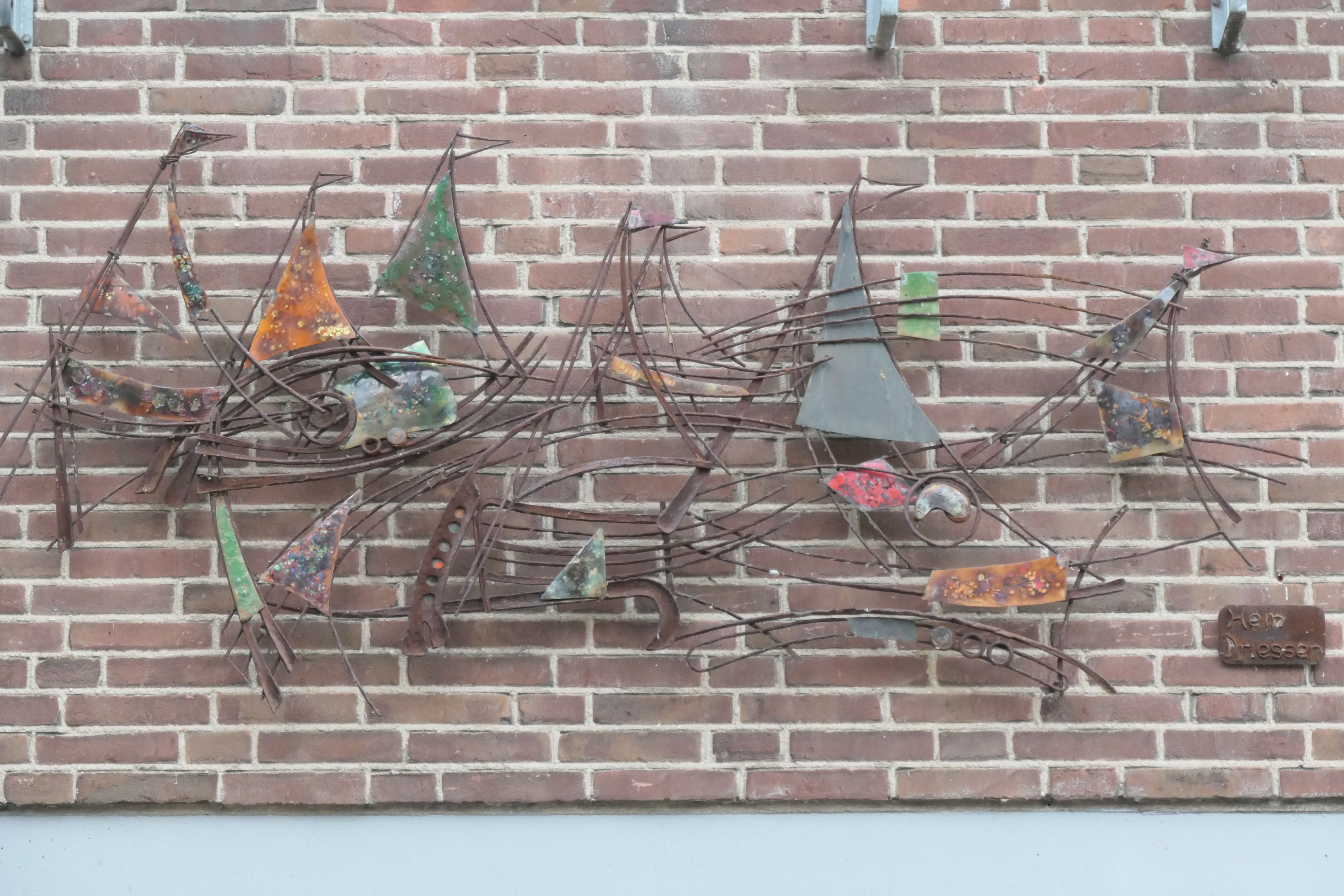
Gevelsculptuur aan het Rheinmuseum
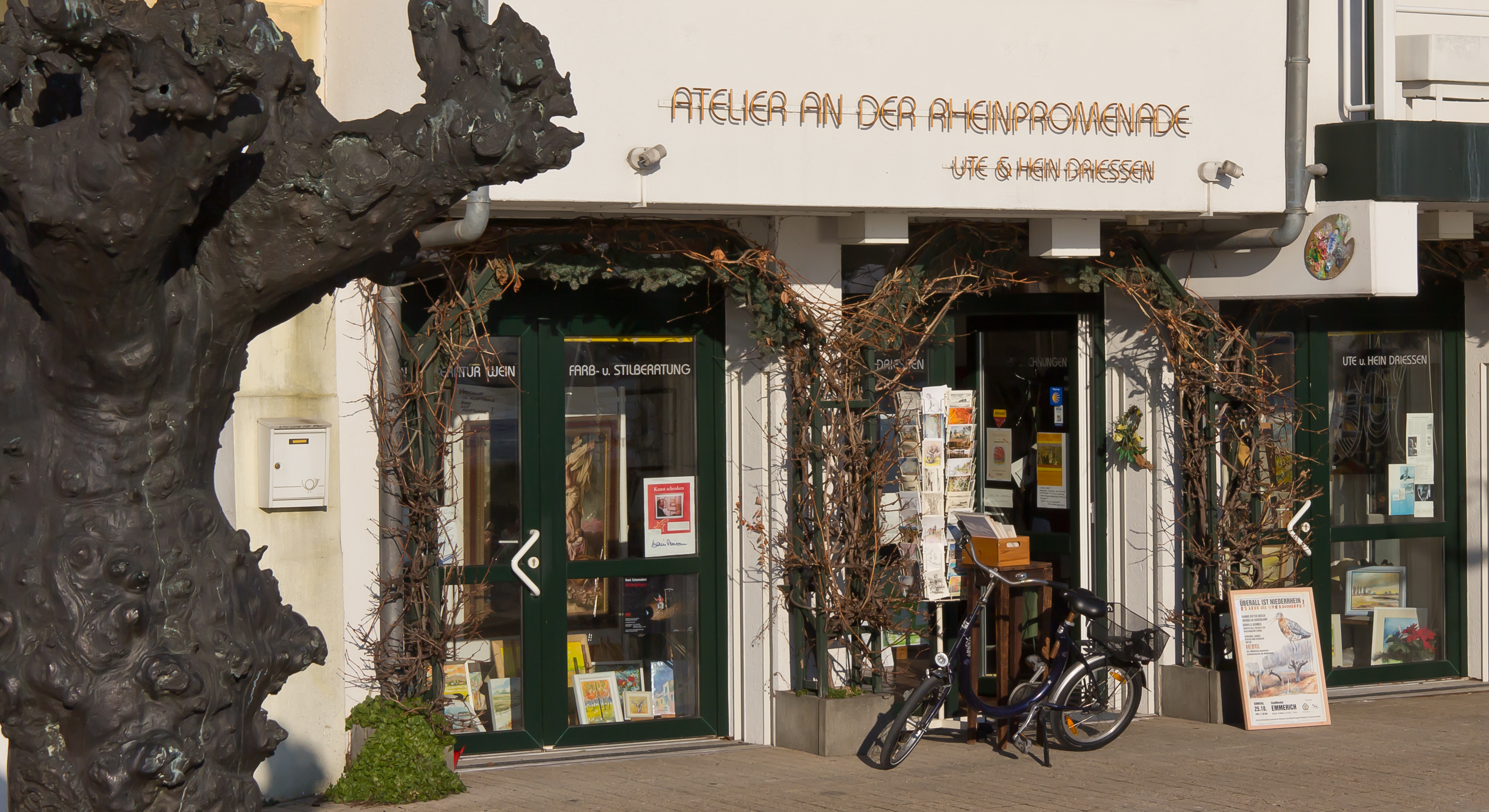
Galerie aan de Rijnpromenade
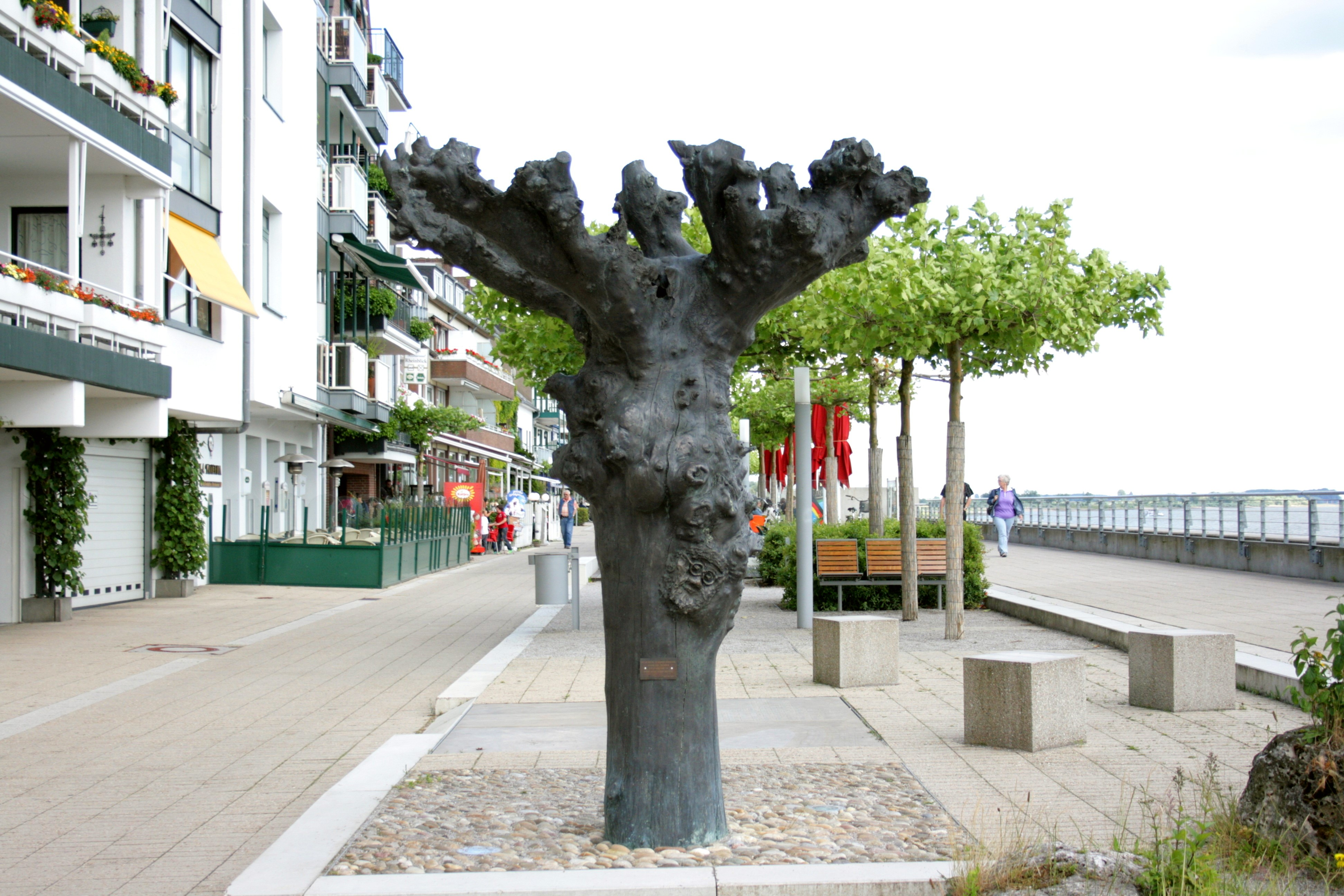
Hanns-Dieter-Hüsch-Weide